# Floyd Steele
Floyd George Steele (28 de junho de 1918 – 23 de setembro de 1995) foi um físico, engenheiro e projetista de computadores estadunidense. É conhecido por ter liderado a equipe de projeto na Northrop Corporation, que desenvolveu o Magnetic Drum Digital Differential Analyzer (MADDIDA), um antigo computador digital.

## Formação e carreira
Floyd Steele cresceu em Boulder, Colorado. Recebeu o nome de seu tio, Floyd Odlum, um empresário conhecido por ter tido sucesso durante a Grande Depressão de 1929.  
Steele obteve um bacharelado em física na Universidade do Colorado em Boulder, um BS em engenharia elétrica e um MS em engenharia aeronáutica no Instituto de Tecnologia da Califórnia (Caltech). Antes de ir para a Northrop trabalhou na Douglas Aircraft Company de 1941 a 1944.

## MADDIDA
Steele foi o líder conceptual do grupo de projeto do MADDIDA na Northrop Corporation.
O desenvolvimento do MADDIDA começou em 1946, com o propósito de produzir o primeiro DIgital Data Analyzer (DIDA). Quando foi tomada a decisão de usar tambor de memória magnético (MAgnetic Drum memory - MAD) para o DIDA, seu nome foi ampliado para MADDIDA (pronunciado "Mad Ida").
Steele teve influência do computador analógico inventado em 1927 por Vannevar Bush, que possuía componentes digitais. Outra influência no projeto do MADDIDA foi a Máquina de Previsão de Marés de Lord Kelvin, um computador analógico concluído em 1873. Steele contratou Donald Eckdahl, Hrant (Harold) Sarkinssian e Richard Sprague para trabalhar nos circuitos de lógica diodo-resistor de germânio do MADIDDA e também para fazer gravação magnética.
Em contraste com o ENIAC e o UNIVAC I, que usavam pulsos elétricos para representar bits, o MADDIDA foi o primeiro computador a representar bits usando níveis de tensão. Foi também o primeiro computador cuja lógica inteira foi especificada em álgebra booliana. Estas características foram um avanço em relação aos computadores digitais anteriores, que ainda possuíam componentes de circuitos analógicos.
Logo após a conclusão do MADIDDA, Steele e sua equipe perceberam que um computador digital de uso geral também poderia ser usado como um analisador diferencial através do uso de uma linguagem de simulação apropriada.

## Computer Research Corporation (CRC)
Um ano após a demonstração do primeiro MADIDDA, Steele e a equipe de design do MADDIDA deixaram a Northrop e juntaram-se a Irving Stoy Reed. Em 16 de julho de 195 formaram a [[[Computer Research Corporation (CRC)]], a fim de desenvolver computadores de propósitos gerais.
Depois de desenvolver o Cadac, um antigo minicomputador, a CRC foi adquirida pela National Cash Register (NCR) em fevereiro de 1953.